# Alexandr Aúlov
Alexandr Aúlov (en ruso: Александр Аулов) es un deportista soviético ruso que compitió en tiro con arco, en la modalidad de arco recurvo.
Ganó una medalla de plata en el Campeonato Mundial de Tiro con Arco al Aire Libre de 1973 y dos medallas en el Campeonato Europeo de Tiro con Arco al Aire Libre, en los años 1978 y 1980.

## Palmarés internacional
| Campeonato Mundial al Aire Libre | Campeonato Mundial al Aire Libre | Campeonato Mundial al Aire Libre | Campeonato Mundial al Aire Libre |
| Año                              | Lugar                            | Medalla                          | Prueba                           |
| -------------------------------- | -------------------------------- | -------------------------------- | -------------------------------- |
| 1973                             | Grenoble (Francia)               | Medalla de plata                 | Equipo                           |
| Campeonato Europeo al Aire Libre |                                  |                                  |                                  |
| Año                              | Lugar                            | Medalla                          | Prueba                           |
| 1978                             | Stoneleigh (Reino Unido)         | Medalla de oro                   | Equipo                           |
| 1980                             | Compiègne (Francia)              | Medalla de plata                 | Equipo                           |